# リオ・グランデ (モニター)
リオ・グランデ (Rio Grande) はパラグアイ戦争中に建造されたブラジル海軍のモニター。パラ級。
船体は木製。満載排水量500トン、全長39m、垂線間長36.59m、幅8.54m、乾舷0.3m。衝角を有する。直動機関2基、ボイラー2基搭載、出力180図示馬力、2軸推進で速度は穏やかな水面で最大8ノット。兵装はホイットワース70ポンド前装砲1門。装甲は装甲帯が厚さ51mmから102mm、砲塔は前面152mm、側面102mm、後面76mm。
リオ・デ・ジャネイロの海軍工廠で建造。1866年12月8日起工。1867年8月17日進水。同年9月3日竣工。
1868年2月13日、「リオ・グランデ」と「パラ」と「アラゴアス」はFort Curupaytyを通過し、Humaitá付近で艦隊主力と合流した。その際、「リオ・グランデ」は2発被弾した。
1868年2月19日、「バローゾ」、「バイア」、「タマンダーレ」、「リオ・グランデ」、「アラゴアス」、「パラ」はHumaitáの場所を突破。この際、「リオ・グランデ」、「アラゴアス」、「パラ」はそれぞれ「バローゾ」、「バイア」。「タマンダーレ」に横付けされていた。ブラジル部隊はHumaitáに次いでTimbóの砲台の場所も抜け、正午にTayíで停泊した。この戦闘で3隻が脱落。残る「バローゾ」、「バイア」、「リオ・グランデ」は2月20日にアスンシオン砲撃に向かった。途中、Monte Lindoで倉庫を焼き払うため部隊を上陸させ、Tacambéでは攻撃してきた68ポンド砲2門を沈黙させた。また、スクーナー「Angélica」を曳航するパラグアイ艦「Pirabebé」（「Piraveve」とも）と遭遇するも、「Pirabebé」には逃げられた。ブラジル側はスクーナーを沈めたと主張したが、実際はパラグアイ側が処分したもののようである。アスンシオン砲撃は2月24日に行われた。
1868年3月22日、ないし23日、「リオ・グランデ」と「バローゾ」はパラグアイの「Ygurey」（「Igurey」とも）を沈めた。
1868年3月23日と24日、「リオ・グランデ」と「バイア」、「パラ」はHumaitáを砲撃した。
1868年7月9日、「リオ・グランデ」と「バローゾ」は20ないし24艘のカヌーに乗ったパラグアイ兵の襲撃を受けた。襲撃は撃退したが、「リオ・グランデ」では艦長Antonio Joaquimが戦死した。
1868年10月15日、「ブラジル」、「シルヴァド」、「パラ」、「セアラ」とともにAngostura Fortを砲撃。11月29日には「バイア」、「タマンダーレ」、「アラゴアス」とともにアスンシオンを砲撃した。
「リオ・グランデ」は1907年2月に解体された。